# ビフォア・アイ・グロウ・トゥー・オールド
ビフォア・アイ・グロウ・トゥー・オールド (Before I Grow Too Old)は、ボビー・チャールズが作詞・作曲しファッツ・ドミノがレコーディングした1960年の楽曲。 インペリアル・レコードよりシングル「Tell Me That You Love Me」のB面としてリリースされた。ビルボードポップ・チャートで84位を記録している。

## 概要
ケイジャン、R&B、カントリーの要素を混ぜ合わせた南ルイジアナ特有のスタイル、スワンプ・ポップ色の哀愁を帯びたバラードである。ファッツ・ドミノが取り上げたボビー・チャールズの楽曲としては、最初の曲である。1972年になってチャールズがリリースしたものは、ドミノのバージョンとは歌詞が若干変えてある。三連符のバラードであるドミノのバージョンとは異なり、チャールズのバージョンは基本的にブルースのフォーマットである。
年を取る前にやりたいことをやらなければ、急がなければという感情を歌った楽曲で、冒頭の歌詞は以下の通り：
毎晩踊りに出かけるよ

街の灯りを見るんだ

これまで聞いたことはみんなやるつもりだよ

急がなければ、年を取りすぎる前に
ドミノとチャールズのバージョンの歌詞の違いは具体的には、ドミノはほぼ全ての歌い出しを「I'm gonna～」として、年を取りすぎる前に「やる」と宣言しているのに対し、チャールズは同じ部分を「I wanna～」としており、願望的な内容となっている。
また2番でドミノが「And I'm gonna do everything with silver and gold」(そして僕はきらびやかなことをみんなやる」と歌っているのに対し、チャールズは同じ部分を「And I wanna buy everything that ain't been sold」(そして僕は売られていなかったものをみんな買いたい」と歌っている。
この曲をカバーしたジョー・ストラマーは、ドミノのバージョンの「silver and gold」という歌詞を曲名として使っている。

### 日本盤のリリース
日本では「若いうちだね」の邦題が付けられ、1960年8月に日本ビクターよりシングル・リリースとなった。A面収録の「Tell Me That You Love Me」には「愛してると云ってくれ」の邦題が付いている。

## チャート
ビルボードのポップス・チャートに2週間登場し、84位を記録する小ヒットとなったものの、R&Bチャートには入らなかった。
| チャート (1960年)    | 最高位 |
| -------------------- | ------ |
| US Billboard Hot 100 | 84     |

## 参加ミュージシャン
- ファッツ・ドミノ Fats Domino - ヴォーカル、ピアノ
- デイヴ・バーソロミュー Dave Bartholomew – トランペット
- ロイ・モントレル Roy Montrell - ギター
- ジミー・デイヴィス Jimmie Davis – ベース
- コーネリアス・"テヌー"・コールマン Cornelius "Tenoo" Coleman - ドラムス
- ロバート・"バディ"・ヘイガンズ Robert "Buddy" Hagans - テナー・サックス
- クラレンス・フォード Clarence Ford - バリトン・サックス

## カバー・バージョン
ソングライターのボビー・チャールズは、自らのファースト・アルバム『Bobby Charles』で「Grow Too Old」の題名でセルフ・カバーしている。彼は、この他2010年リリースの遺作『Timeless』でも再演をした。そちらは「Before I Grow Too Old」となっている。
ジョー・ストラマー＆ザ・メスカレロスは「Silver And Gold」の題名でカバーをしている。
主なカバー・バージョン
| 年     | アーティスト名                          | 収録アルバム                         |
| ------ | --------------------------------------- | ------------------------------------ |
| 1965年 | ミリー・スモール                        | 『Millie Sings Fats Domino』         |
| 1968年 | トミー・マクレイン                      | シングル・リリース                   |
| 1972年 | ボビー・チャールズ                      | 『Bobby Charles』                    |
| 1979年 | ゲラント・ワトキンズ&ザ・ドミネーターズ | 『Geraint Watkins & The Dominators』 |
| 1984年 | オーギー・マイヤーズ                    | 『August in New York』               |
| 1986年 | ドクター・フィールグッド                | 『Brilleaux』                        |
| 2003年 | ジョー・ストラマー＆ザ・メスカレロス    | 『Streetcore』                       |